# Південна Корея на літніх Олімпійських іграх 2024
Південну Корею на літніх Олімпійських іграх 2024 представляли сто сорок чотири спортсмени в двадцяти трьох видах спорту.

## Медалісти
| Медаль | Ім'я | Вид спорту           | Дисципліна                                | Дата      |
| ------ | --- | -------------------- | ----------------------------------------- | --------- |
| 1      | О Сан Ук | Фехтування           | індивідуальна шабля (чоловіки)            | 27 липня  |
| 1      | О Є Чін | Стрільба             | пневматичний пістолет, 10 метрів (жінки)  | 28 липня  |
| 1      | Чон Хон Йон Лім Сі Хьон Нам Со Хьон                                                                                   | Стрільба з лука      | командна першість (жінки)                 | 28 липня  |
| 1      | Пан Хьо Чін | Стрільба             | пневматична гвинтівка, 10 метрів (жінки)  | 29 липня  |
| 1      | Кім Джі Док Кім У Джін Лі У Сок                                                                                       | Стрільба з лука      | командна першість (чоловіки)              | 29 липня  |
| 1      | О Сан Ук Ку Бон Гіль Пак Сан Вон То Кьон Тон                                                                          | Фехтування           | командна шабля (чоловіки)                 | 31 липня  |
| 1      | Кім У Джін Лім Сі Хьон                                                                                                | Стрільба з лука      | змішані команди                           | 2 серпня  |
| 1      | Ян Чі Ін | Стрільба             | пістолет, 25 метрів (жінки)               | 3 серпня  |
| 1      | Лім Сі Хьон | Стрільба з лука      | індивідуальна першість (жінки)            | 3 серпня  |
| 1      | Кім У Джін | Стрільба з лука      | індивідуальна першість (чоловіки)         | 4 серпня  |
| 1      | Ан Се Йон | Бадмінтон            | Одиночний розряд (жінки)                  | 5 серпня  |
| 1      | Пак Те Чун | Тхеквондо            | до 58 кг (чоловіки)                       | 7 серпня  |
| 1      | Кім Ю Чін | Тхеквондо            | до 57 кг (жінки)                          | 8 серпня  |
| 2      | Ким Чі Хьон Пак Ха Чун                                                                                                | Стрільба             | пневматична гвинтівка, 10 метрів (мікст)  | 27 липня  |
| 2      | Кім Є-Джі | Стрільба             | пневматичний пістолет, 10 метрів (жінки)  | 28 липня  |
| 2      | Хо Мі Мі | Дзюдо                | до 57 кг (жінки)                          | 29 липня  |
| 2      | Кім Вон Хо Чон На Ин                                                                                                  | Бадмінтон            | Змішаний парний розряд                    | 2 серпня  |
| 2      | Кім Мін Чжон | Дзюдо                | понад 100 кг (чоловіки)                   | 2 серпня  |
| 2      | Нам Со Хьон | Стрільба з лука      | індивідуальна першість (жінки)            | 3 серпня  |
| 2      | Юн Джі Су Чон Ин Хє Чон Ха Йон Чхве Се Бін                                                                            | Фехтування           | командна шабля (жінки)                    | 3 серпня  |
| 2      | Чхо Йон Че | Стрільба             | швидкісний пістолет, 25 метрів (чоловіки) | 5 серпня  |
| 2      | Пак Хє Чон | Важка атлетика       | понад 81 кг (жінки)                       | 11 серпня |
| 3      | Кім У Мін | Плавання             | 400 метрів вільним стилем (чоловіки)      | 27 липня  |
| 3      | Лім Чон Хун Сін Ю Пін                                                                                                 | Настільний теніс     | Змішаний парний розряд                    | 30 липня  |
| 3      | Лі Чун Хван | Дзюдо                | до 81 кг (чоловіки)                       | 30 липня  |
| 3      | Кім Ха Юн | Дзюдо                | понад 78 кг (жінки)                       | 2 серпня  |
| 3      | Хо Мі Мі Чун Є Рін Лі Хе Гьон Кім Чі Со Кім Ха Юн Юн Хьон Чі Ан Ба Ул Кім Вон Чін Хан Чу Йоп Лі Чун Хван Кім Мін Чжон | Дзюдо                | змішані команди                           | 3 серпня  |
| 3      | Лі У Сок | Стрільба з лука      | індивідуальна першість (чоловіки)         | 4 серпня  |
| 3      | Ім Е Чі | Бокс                 | до 54 кг (жінки)                          | 4 серпня  |
| 3      | Сін Ю Пін Чон Чі Хі Лі Ин Хе                                                                                          | Настільний теніс     | командна першість (жінки)                 | 10 серпня |
| 3      | Лі Да Бін | Тхеквондо            | понад 67 кг (жінки)                       | 10 серпня |
| 3      | Сон Син Мін | Сучасне п'ятиборство | жінки                                     | 11 серпня |

| Медалі за видом спорту | Медалі за видом спорту | Медалі за видом спорту | Медалі за видом спорту | Медалі за видом спорту |
| ---------------------- | ---------------------- | ---------------------- | ---------------------- | ---------------------- |
| Вид спорту             | 1                      | 2                      | 3                      | Загалом                |
| Стрільба з лука        | 5                      | 1                      | 1                      | 7                      |
| Стрільба               | 3                      | 3                      | 0                      | 6                      |
| Фехтування             | 2                      | 1                      | 0                      | 3                      |
| Тхеквондо              | 2                      | 0                      | 1                      | 3                      |
| Бадмінтон              | 1                      | 1                      | 0                      | 2                      |
| Дзюдо                  | 0                      | 2                      | 3                      | 5                      |
| Важка атлетика         | 0                      | 1                      | 0                      | 1                      |
| Настільний теніс       | 0                      | 0                      | 2                      | 2                      |
| Бокс                   | 0                      | 0                      | 1                      | 1                      |
| Сучасне п'ятиборство   | 0                      | 0                      | 1                      | 1                      |
| Плавання               | 0                      | 0                      | 1                      | 1                      |
| Загалом                | 13                     | 9                      | 10                     | 32                     |

| Медалі за статтю | Медалі за статтю | Медалі за статтю | Медалі за статтю | Медалі за статтю | Медалі за статтю |
| ---------------- | ---------------- | ---------------- | ---------------- | ---------------- | ---------------- |
| Стать            | 1                | 2                | 3                | Загалом          | Відсоток         |
| жінки            | 7                | 5                | 5                | 17               | 53.1%            |
| Чоловіки         | 5                | 2                | 3                | 10               | 31.3%            |
| змішані          | 1                | 2                | 2                | 5                | 15.6%            |
| Загалом          | 13               | 9                | 10               | 32               | 100%             |

| Медалі за днями | Медалі за днями | Медалі за днями | Медалі за днями | Медалі за днями | Медалі за днями |
| --------------- | --------------- | --------------- | --------------- | --------------- | --------------- |
| Дата            | 1               | 2               | 3               | Загалом         |                 |
| 27 липня        | 1               | 1               | 1               | 3               |                 |
| 28 липня        | 2               | 1               | 0               | 3               |                 |
| 29 липня        | 2               | 1               | 0               | 3               |                 |
| 30 липня        | 0               | 0               | 2               | 2               |                 |
| 31 липня        | 1               | 0               | 0               | 1               |                 |
| 02 серпня       | 1               | 2               | 1               | 4               |                 |
| 03 серпня       | 2               | 2               | 1               | 5               |                 |
| 04 серпня       | 1               | 0               | 2               | 3               |                 |
| 05 серпня       | 1               | 1               | 0               | 2               |                 |
| 07 серпня       | 1               | 0               | 0               | 1               |                 |
| 08 серпня       | 1               | 0               | 0               | 1               |                 |
| 10 серпня       | 0               | 0               | 2               | 2               |                 |
| 11 серпня       | 0               | 1               | 1               | 2               |                 |
| Загалом         | 13              | 9               | 10              | 32              |                 |

| Багаторазові медалісти | Багаторазові медалісти | Багаторазові медалісти | Багаторазові медалісти | Багаторазові медалісти | Багаторазові медалісти | Багаторазові медалісти |
| ---------------------- | ---------------------- | ---------------------- | ---------------------- | ---------------------- | ---------------------- | ---------------------- |
| Ім'я                   | Вид спорту             | 1                      | 2                      | 3                      | Загалом                |                        |
| Лім Сі Хьон            | Стрільба з лука        | 3                      | 0                      | 0                      | 3                      |                        |
| Кім У Джін             | Стрільба з лука        | 3                      | 0                      | 0                      | 3                      |                        |
| О Сан Ук               | Фехтування             | 2                      | 0                      | 0                      | 2                      |                        |
| Нам Со Хьон            | Стрільба з лука        | 1                      | 1                      | 0                      | 2                      |                        |
| Лі У Сок               | Стрільба з лука        | 1                      | 0                      | 1                      | 2                      |                        |
| Хо Мі Мі               | Дзюдо                  | 0                      | 1                      | 1                      | 2                      |                        |
| Кім Мін Чжон           | Дзюдо                  | 0                      | 1                      | 1                      | 2                      |                        |
| Лі Чун Хван            | Дзюдо                  | 0                      | 0                      | 2                      | 2                      |                        |
| Кім Ха Юн              | Дзюдо                  | 0                      | 0                      | 2                      | 2                      |                        |
| Сін Ю Пін              | Настільний теніс       | 0                      | 0                      | 2                      | 2                      |                        |

## Спортсмени
| Вид спорту             | Чоловіки | Жінки | Загалом |
| ---------------------- | -------- | ----- | ------- |
| Стрільба з лука        | 3        | 3     | 6       |
| Артистичне плавання    | 0        | 2     | 2       |
| Легка атлетика         | 3        | 0     | 3       |
| Бадмінтон              | 4        | 8     | 12      |
| Бокс                   | 0        | 2     | 2       |
| Брейкданс              | 1        | 0     | 1       |
| Велоспорт              | 1        | 1     | 2       |
| Стрибки у воду         | 4        | 2     | 6       |
| Кінний спорт           | 1        | 0     | 1       |
| Фехтування             | 5        | 6     | 11      |
| Гольф                  | 2        | 3     | 5       |
| Гімнастика             | 3        | 5     | 8       |
| Гандбол                | 0        | 14    | 14      |
| Дзюдо                  | 5        | 6     | 11      |
| Сучасне п'ятиборство   | 2        | 2     | 4       |
| Вітрильний спорт       | 1        | 0     | 1       |
| Стрільба               | 6        | 11    | 17      |
| Спортивне скелелазіння | 2        | 1     | 3       |
| Плавання               | 12       | 3     | 15      |
| Настільний теніс       | 3        | 3     | 6       |
| Тхеквондо              | 2        | 2     | 4       |
| Важка атлетика         | 3        | 2     | 5       |
| Боротьба               | 2        | 0     | 2       |
| Загалом                | 65       | 76    | 141     |